# خوان باوتيستا هيرنانديز بيريز
خوان باوتيستا هيرنانديز بيريز (مواليد 24 ديسمبر 1962) هو ملاكم كوبي، مثّل بلاده في الألعاب الأولمبية الصيفية 1980.

## روابط خارجية
خوان باوتيستا هيرنانديز بيريز على موقع اللجنة الأولمبية الدولية (الإنجليزية)
- خوان باوتيستا هيرنانديز بيريز على موقع أوليمبيديا (الإنجليزية)